# Бањи ди Кјатона (Таранто)
Бањи ди Кјатона (итал. Bagni di Chiatona) је насеље у Италији у округу Таранто, региону Апулија.
Према процени из 2011. у насељу је живело 39 становника. Насеље се налази на надморској висини од 8 м.